# Майкл В. Дойл
Майкл В. Дойл (англ. Michael W. Doyle; 1948) — американський науковий співробітник з міжнародних відносин, відомий як теоретик ліберального «демократичного світу» та автор «Лібералізму та світової політики» , 16-а найбільш цитована стаття 100-річної історії Американського політологічного огляду. Автор порівняльної історії імперій та оцінки миротворчості ООН.
Він є професором університету (Колумбія) з міжнародних відносин, права та політології Колумбійського університету — школи міжнародних та суспільних відносин. Майкл Дойл є директором Колумбійської ініціативи з глобальної політики, керує Центром глобального врядування в Колумбійській юридичній школі. Його остання публікація — «Питання про втручання»: Джон Стюарт Мілл і відповідальність за захист (Yale Press, 2015).

## Життєпис

### Раннє життя
Майкл В. Дойл народився в Гонолулу, і закінчив вищу середню школу єзуїтів у Тампі, штат Флорида. Він також навчався в Академії Повітряних Сил США, навчався як парашутист і закінчив військову службу в Національної гвардії штату Массачусетс

### Особисте життя
Він одружений з Емі Гутман, президентом Університету Пенсільванії. Їх дочка, Ебігейл Дойл, отримала доктора філософії з Гарвардського університету в галузі хімії. Абігейл в даний час є професором хімії в Принстоні, де лабораторія, яку вона веде, відома як група Дойл.

### Кар'єра
Дойл викладав у Університеті Уоріка, Університеті Джона Хопкінса, Принстонському університеті та Йельській юридичній школі. У Прінстонському університеті він керував Центром міжнародних досліджень і керував редакцією та Комітетом редакторів світової політики. Він вже давно є членом і зараз є головою правління Міжнародного інституту світу. Він також був членом Консультативного комітету з зовнішніх досліджень УВКБ ООН та Консультативної комітету Університетського відділу Департаменту операцій з підтримання миру (ООН). Майкл є членом Ради з міжнародних відносин, Нью-Йорк.

### Постійний мир Канта
У своєму есе 1983 р. «Кант, ліберальні спадщини та закордонні справи» Дойл спирається на погляди Іммануїла Канта на різні питання; Особливо відзначаються його погляди на ліберальний інтернаціоналізм. Дойл обговорює дві спадщини сучасного лібералізму: умиротворення зовнішніх відносин між ліберальними державами та міжнародну неповагу.

## Нагороди
У 2001 році він був обраний членом Американської академії мистецтв і наук, а в 2009 році — Американського філософського суспільства.
У 2012 році його назвали Даніелем Патріком Мойніханом, членом Американської академії політичних та суспільних наук.
15 липня 2014 року Університет Воріка нагородив Дойла почесним ступенем доктора юридичних наук (honoris causa) за визнання його досліджень та публікацій з теорії світу.
У 2009 році він отримав нагороду Чарльза Е. Мерріама за видатні дослідження в галузі публічної політики Американської асоціації політологів, що проводиться двічі на рік "людині, чия опублікована робота та кар'єра є значним внеском у мистецтво влади через застосування соціальних наукові дослідження ".
У 2011 році він отримав премію АПСА ім. Юберта Г. Гамфрі «за визнання значної публічної служби політолога».

### Державна служба
Дойл служив помічником Генерального секретаря та Спеціальним радником Генерального секретаря Організації Об'єднаних Націй Кофі Аннана. У виконавчому управлінні Генерального секретаря він відповідав за стратегічне планування, включаючи цілі в галузі розвитку, сформульовані в Декларації тисячоліття, охоплення міжнародного корпоративного сектора через Глобальний договір та відносини з Вашингтоном. Він є колишнім головою Вченої ради при Організації Об'єднаних Націй.
Він також був останнім часом головою Фонду демократії Організації Об'єднаних Націй з 2007 по 2013 рік, обраний членами і призначений Генеральним секретарем ООН Пан Гі Мун.

### Публікації
- Питання про втручання: Джон Стюарт Мілл і відповідальність за захист (Yale Press)
- Шляхи війни та миру: реалізм, лібералізм і соціалізм (В. В. Нортон)
- Імперії (Корнельський університет Прес)
- Ліберальний світМиротворчі сили ООН в Камбоджі: цивільний мандат ЮНТАК (видавництво Лінна Реннер)
- Перше враження: попередження та запобігання міжнародним конфліктам (Princeton Press)
- Створення війни та побудови миру (Пресентонська преса) з Миколою Самбані
- Альтернативи грошовому розладу (Рада з міжнародних відносин / McGraw Hill) з Фредом Хіршем та Едвард Морс
- Збереження миру (Кембриджський університетський прес), редагував Іан Джонстоун та Роберт Орр
- Миротворчість та підтримка миру для нового століття (Rowman and Littlefield) під редакцією Олари Отунну
- Нове мислення в теорії міжнародних відносин (Westview) під редакцією Джона Ікенберрі
- Глобалізація прав людини (Університетська преса ООН) під редакцією Жан-Марка Койко та Анни-Марі Гарднер
- Зовнішні посилання [редагувати джерело]
- Профіль члена, Комітет з глобальної думки в Колумбійському університеті
- Інтерв'ю з Майклом В. Дойлом на тлі «Закону Дола», поданого з нагоди почесного звання Університету Уоріка у липні 2014 року.
- Інтерв'ю з Майклом В. Дойлом з переговорами про теорію (16.04.2008)
- Колумбійська юридична школа
- Школа міжнародних і суспільних відносин університету Колумбія
- Кафедра політології Колумбійського університету